# Buick Roadmaster
A General Motors által gyártott autó. Először 1936 és 1958 között használta a Buick a nevet. 1991-ben ismét, a Buick Estate-et leváltó nagyméretű, hátsókerékhajtású új modelljéhez.

## 1936-1958

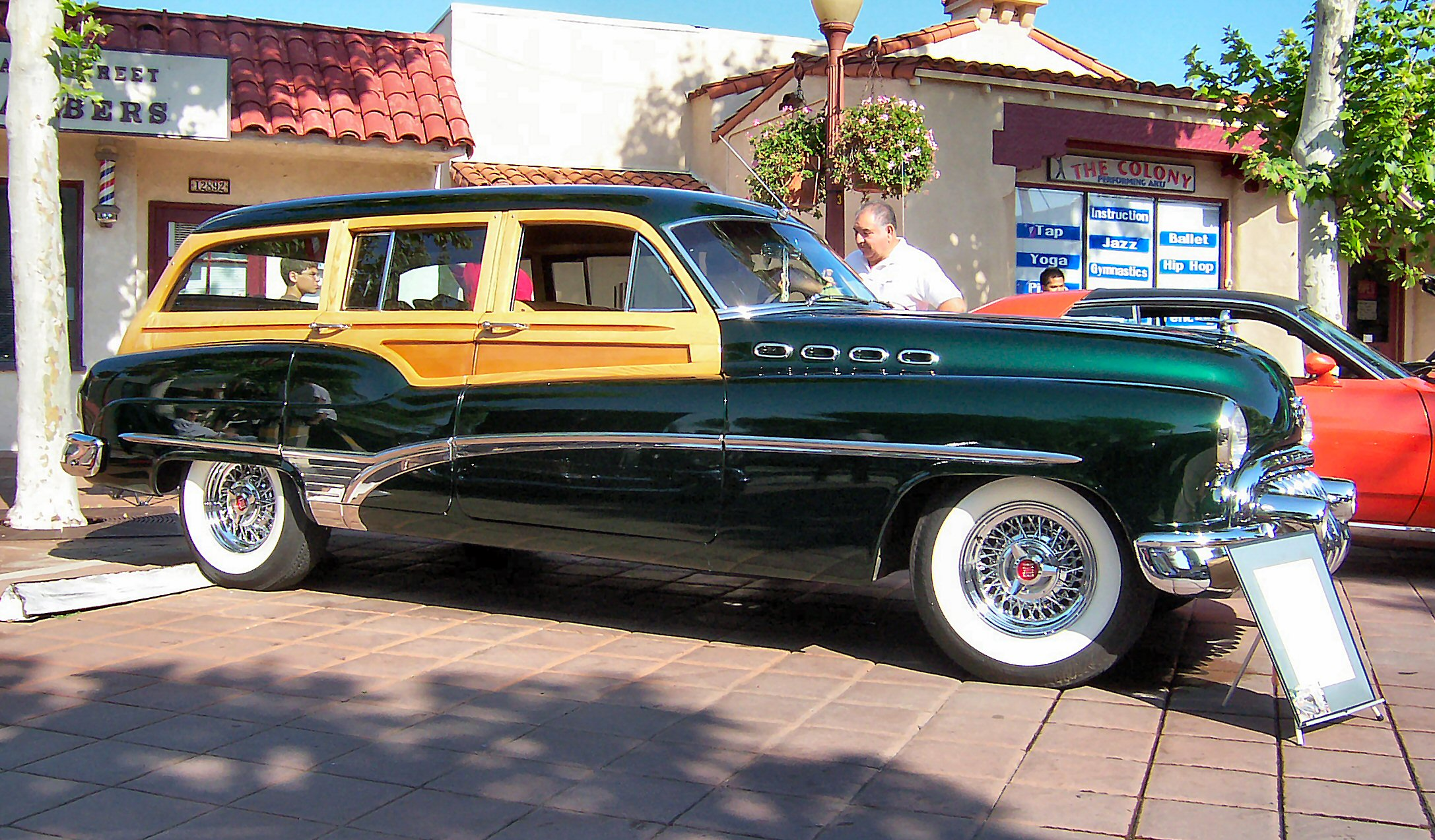
1950-es Buick Roadmaster Estate Wagon

1936-ban a Buick hangsúlyozni szerette volna az 1935-ös modellekhez képest elért komoly technikai fejlődést, a megújult formákat, ezért új nevet adott modelljeinek. A 40-es sorozat lett a Special, a 60-asból a Buick Century, a legnagyobb 90-es a Limited. A 80-as sorozat új neve lett a Roadmaster.
Az első időszak Roadmasterjei rendelkeztek a cég autói közül a legnagyobb tengelytávval, alapvető felépítésük megegyezett a korszak Oldsmobile-jaiéval. 1946 és 1957 között a Buick presztízsmodelljévé lépett elő, 1936 és 1948 között kapható volt szedán, kupé, kabrió és kombi formában is. 1949-ben érkezett a keménytetős kabrió, a Riviera, 1955-ben pedig ennek egy négyajtós verziója.
Az 1953-as modellév kombija, a 79-R modell volt az utolsó, az Amerikai Egyesült Államokban szériában gyártott fakarosszériás autó. A Iona Manufacturing gyártotta, ez a cég készítette az összes Buick karosszériát 1946 és 1964 között. 4031 dolláros árával a Buick Skylark után a cég második legdrágább autója volt. Ezekből az autókból 1953-ban már csak 670 készült.
Az Esőember című filmben egy 1949-es évjáratú Buick Roadmastert láthatunk. 1959-ben, amikor a Buick megint forradalmi változásokat eszközölt, a modell neve ismét változott, ezúttal Electrára.

## 1991-1996

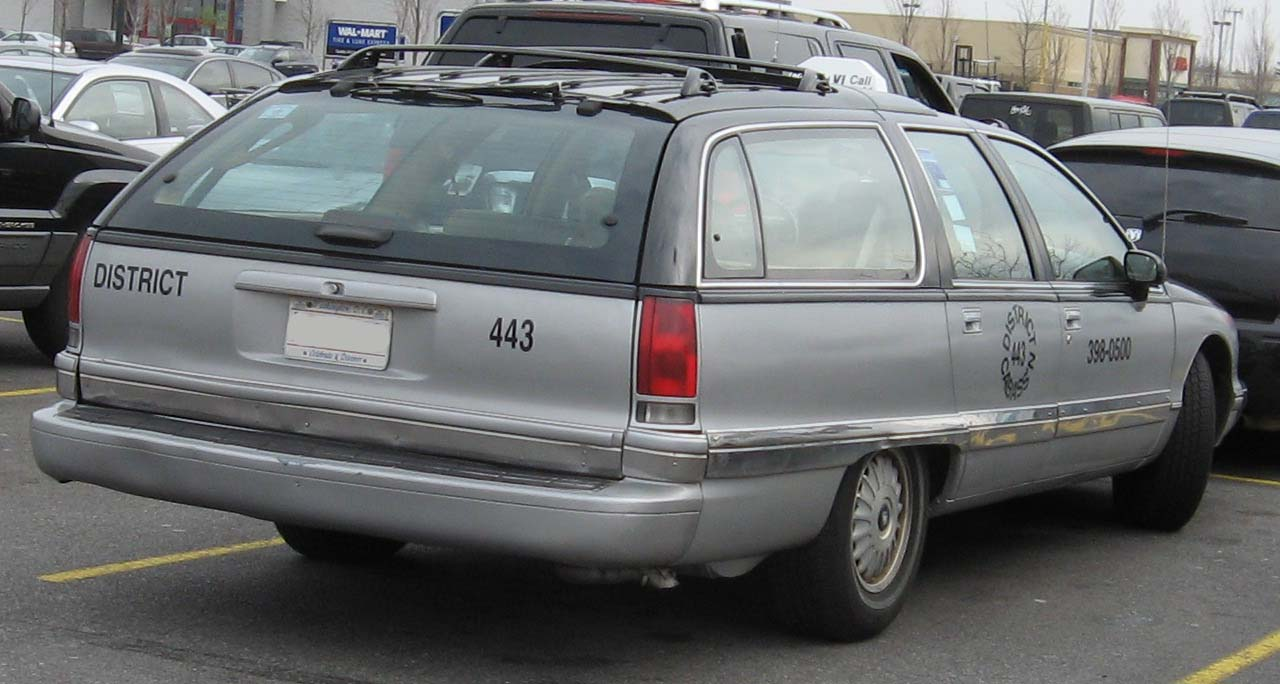
Buick Roadmaster taxi

1991-ben a GM felelevenítette a Roadmaster nevet a cég B-alvázán készülő kombi számára, leváltva az Estate-et. 1992-ben követte a szedán változat. Az autó nagyon hasonlított a Chevrolet Caprice-re, az Oldsmobile Custom Cruiser néven gyakorlatilag ugyanezt az autót értékesítette 1991-ben és 1992-ben. Minden Roadmaster Estate Wagon oldalán faerezet futott végig, a második sorban ülők fölött megtalálható volt a „Vista Roof” napfénytető. Akár nyolcan is befértek az autóba egy harmadik üléssor alkalmazásával.
Eleinte mindegyik kombi a Chevrolet 5 liter lökettérfogatú V8-asát kapta, de 1992-től a két Buickba az 5,7 literes verzió került. 1996-tól a GM felhagyott a Roadmasterek gyártásával. A Park Avenue modell méretnövekedését jelölték meg okként, de valójában a kitörni készülő SUV-láz miatt hozták meg a döntést. A texasi Arlingtonban lévő üzemet kisteherautók és terepjárók gyártására rendezték át. A Chevrolet Caprice gyártásának leállításával elérkezett a nagyméretű, hátsókerékhajtású családi kombik korának vége.
Stephen King Rémautó (From a Buick 8) című regényében „szerepel az autó”. A Tégla című filmben Jack Nicholson és Leonardo DiCaprio egy Roadmasterben utazik.